# Donald Jamieson

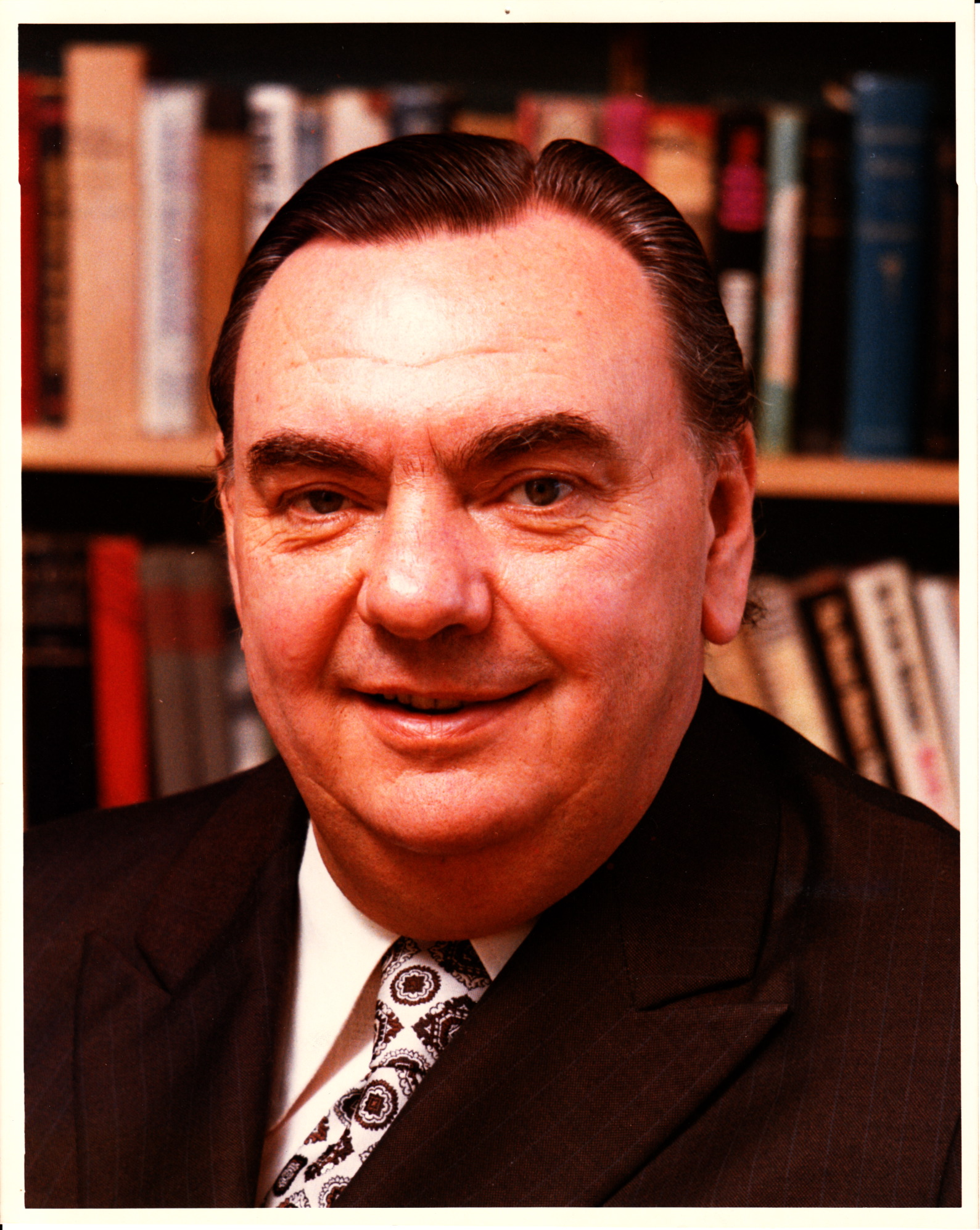
Donald Jamieson

Donald „Don“ Campbell Jamieson PC (* 30. April 1921 in St. John’s, Neufundland; † 19. November 1986) war ein kanadischer Rundfunkmoderator, Jurist und Politiker der Liberalen Partei Kanadas.

## Leben
Nach dem Schulbesuch arbeitete Jamieson zunächst als Ausstatter bei Radiosendern und beim Fernsehen und später als Radiomoderator. Er studierte dann Rechtswissenschaft und erwarb einen Doctor of Laws (LL.D.).
Als Kandidat der Liberalen Partei wurde er erstmals bei einer Nachwahl (By-election) im September 1966 im Wahlkreis Burin-Burgeo zum Mitglied des Unterhauses gewählt und gehörte diesem nach mehreren Wiederwahlen bis zum Juni 1979 an. Nach dem Wahlsieg der Liberal Party berief ihn Premierminister Pierre Trudeau im Juni 1968 als Minister für Rüstungsproduktion in das 20. Bundeskabinett. Danach war er kurz von April bis Mai 1969 Minister für Versorgung und Dienstleistungen, ehe er anschließend bis November 1972 Verkehrsminister war.
Im Rahmen einer Kabinettsumbildung nach der Unterhauswahl vom 30. Oktober 1972 wurde er im November 1972 Minister für regionale Wirtschaftsausweitung sowie daraufhin von September 1975 bis September 1976 Minister für Industrie, Handel und Unternehmen. Im September 1976 ernannte ihn Trudeau zum Nachfolger von Allan MacEachen als Außenminister.
Im Juni 1979 trat er von seinem Ministeramt zurück und legte auch sein Mandat im Unterhaus nieder, nachdem er Vorsitzender der Liberalen Partei von Neufundland und Labrador wurde, wobei es ihm nicht gelang, die Partei zu einem Wahlsieg gegen die Progressiv-konservative Partei führen, die mit Brian Peckford 1979 den Premierminister von Neufundland und Labrador stellte und über eine absolute Mehrheit 33 von 52 Sitzen im Abgeordnetenhaus der Provinz verfügte. Die Liberalen kamen auf 19 Sitze und er selbst wurde Führer der Opposition. Im Juni 1980 legte er dieses Amt nieder und verzichtete auch auf seinen Sitz im Abgeordnetenhaus, in dem er den Wahlkreis Bellevue vertrat.
Zuletzt war Jamieson zwischen 1982 und 1985 Hochkommissar in Großbritannien.

## Veröffentlichungen
- The troubled air, 1966